# 司徒慧焯
司徒慧焯（英語：Roy Szeto，1967年10月12日—），香港導演、編劇和演員，祖籍廣東省開平（ 曾經在臉書透露，曾經私下和朋友透露 ），代表作為《脫皮爸爸》。而該作品於2016年獲提名第29屆東京國際電影節主競賽單元-東京電影節大獎，且於2017年入圍意大利烏甸尼遠東電影節主競賽。他曾為香港演藝學院戲劇學院之副教授（導演）並在學院工作十二年之久。

## 背景
司徒慧焯早年在九龍觀塘區長大，祖籍廣東省開平市；畢業於聖公會基顯小學。在中四時轉讀旅港開平商會中學，並在該校完成中七課程。他在就讀高中時參與校內話劇團活動，又曾參加校際戲劇匯演。司徒慧焯自1982年开始，便参与大小不同的戏剧演出。参与岗位包括编剧、导演、演员及监制，并於1983至1990年间连续数届在市政局举办之戏剧汇演中赢取多个奖项，更於1985年12月凭《老师，早晨》赢取青少年剧本创作比赛的中学组冠军。他及後在1990年毕业於香港演艺学院戏剧学院导演系（Hong Kong Academy for Performing Arts, Drama School, Directing Major），旋即加入电影圈。於1991年加入徐克工作室，參與由編劇徐克、程小東導演、梁朝伟、张学友、王祖贤等主演的電影 《倩女幽魂Ⅲ：道道道》。該片獲得第11届香港电影金像奖最佳剪接、最佳美术指导、最佳动作设计三項提名。同年，他參與編劇徐克、張堅庭、高志森、張同祖導演的為幫助1991年大陸水災籌備善款而拍攝的電影《豪門夜宴》，其中客串的明星多达上百位。
1990年畢業於APA School of Drama 導演系，是香港戲劇界極少數擁有豐富的影視製作及創作經驗的舞台導演。2006年他獲聘為香港話劇團全職駐團導演；2009年他重返母校 APA School of Drama 攻讀 MFA in Directing，並於2011年畢業。這些年來，Roy 的導演作品展現出超凡的想像力和獨到的劇場美學，屢獲獎項，近年更在中國大陸大放異彩，成為極少數在內地獲得同行肯定的香港導演。他於 2012年獲母校聘為Senior Lecturer，主要負責導演系的教學和School production的導演工作；2018年 他獲得 Associate Professor 職稱。他的崗位更是Head of Directing 以及Artistic Director of School Production，為學院導演課程進行改革，對標國際教學實踐，並為同學們的演出制定藝術路向。從2024年7月開始，他回復自由身，集中成為一個創作型導演。
司徒慧焯之後曾轉職電視台，自薦做香港無綫電視編審。他在2001年加入Star East集團，管理旗下之舞台製作公司（Star East Stage）。翌年開始活躍於舞台劇界之多媒體創作和創立Chibi動畫製作公司。司徒慧焯在2004年創辦OOOPS PICTURES電影製作公司。直至2006年9月成為香港話劇團駐團導演。在擔任香港話劇團駐團導演數年後，他自2012年9月開始正式加入香港演藝學院。其後在2017年10月起任香港演藝學院戲劇學院之副教授（導演）。而累計至今，他參與過不少大型演出《雪狼湖》、《漫步人生路》、《鬚根show2》、《男親女愛》、《德齡與慈禧》等等，當中導演的作品達一百部以上。

## 曾獲獎項
司徒慧焯執導多套舞台劇，當中有部分為獲獎作品。他於2010年執導舞台劇《魔鬼契約》時獲得「香港舞台劇獎最佳燈光設計」。同年執導《豆泥戰爭》為他帶來首個「香港舞台劇獎最佳導演 (喜/鬧劇)」。而2012年所執導之舞台劇《脫皮爸爸》除了令他獲得第二十一屆香港舞台劇獎「最佳導演 (喜/鬧劇)」之外，同劇演員辛偉強與周志輝亦分別獲得「最佳男主角 (喜/鬧劇)」和「最佳男配角 (喜/鬧劇)」。該劇同時奪得「最佳舞台設計」、「最佳配樂」、「最佳整體演出」、「十大最受歡迎製作」等大獎。在2014年，由司徒慧焯執導之《都是龍袍惹的禍》獲得第二十三屆香港舞台劇獎「最佳導演 (悲劇/正劇)」、「最佳男配角(悲劇/正劇)」（陳淑儀） 、「最佳服裝設計」、「最佳化妝造型」、「最佳整體演出」、「十大最受歡迎製作」等六項大獎。此後的作品更被國際認同。例如在2016年，由陳均潤改編自莎士比亞名著《第十二夜》、香港演藝學院負責製作的《元宵》一劇於在2016年的斯洛伐克藝術節中得到「觀眾最喜愛大獎」和「最佳融合演出獎」。2017年的《親愛的胡雪巖》不但獲第二十六屆香港舞台劇獎「最佳整體演出獎」、「最佳男主角 (悲劇/正劇)」（潘燦良）、「最佳燈光設計」、「最佳配樂」等四項大獎，更獲2017上海·靜安現代戲劇谷壹戲劇大賞「年度最佳導演奬」。2019年，亦憑此劇的再生版本，獲得第二屆華語戲劇盛典的六大獎項，其中包括最佳導演和最佳年度製作。此劇於同年再下一城，獲得香港國際演藝評論家協會IATC(HK)劇評人獎，所頒發的年度最佳導演獎。2021年，再憑《德齡與慈禧》，獲得第四屆華語戲劇盛典的六大獎項，包括最佳導演和最佳年度製作，成績斐然。2021年底，更憑此劇獲得一份寶貴的冬至禮物，就是由中央戲劇學院主辦的首屆國際戲劇"學院獎"之最佳導演獎。2023年，以粤語版的《天下第一樓》獲得華語盛典之最佳導演獎。

## 演出

### 電影
| 年份 | 名稱         | 角色             | 備註 |
| 1995 | 夜半歌聲     | 趙俊             |      |
| 1996 | 你是我的英雄 | 又名《浪漫風暴》 |      |
| 1996 | 大三元       |                  |      |
| 1996 | 黑俠         |                  |      |
| 1997 | 歡樂今宵     |                  |      |
| 2003 | 我的野蠻男友 |                  |      |
| 2006 | 我的淘氣男友 |                  |      |
| 2010 | 志明與春嬌   | 李公公           |      |
| 2012 | 春嬌與志明   | 李公公           |      |
| 2013 | 飛虎出征     |                  |      |
| 2014 | 一個人的武林 |                  |      |
| 2017 | 春嬌救志明   | 李公公           |      |
| 2017 | 空手道       | 司徒乃強         |      |
| 2019 | 恭喜八婆     | 司徒乃強(私奶強) |      |

### 舞台劇
- 2002年：《廢柴》（重演）
- 2011年：《重回凡間的凡人》第三十九屆香港藝術節

## 編劇作品
- 1991年：《倩女幽魂3 道道道》
- 1992年：《妖獸都市》
- 1993年：《殺人者唐斬》、《東方不敗之風雲再起》
- 1994年：《戀愛的天空》
- 1995年：《新邊緣人》、《小飛俠》、《花月佳期》、《夜半歌聲》
- 1996年：《攝氏32度》
- 1997年：《神偷諜影》、《千秋國家夢》
- 1998年：《碧血藍天》
- 2000年：《街女》
- 2001年：《老夫子2001》
- 2004年：《見習黑玫瑰》、《千機變2花都大戰》
- 2005年：《擁抱每一刻花火》
- 2008年：《再見古惑仔》
- 2016年：《脫皮爸爸》

## 導演作品

### 電影
- 2017年：《脱皮爸爸》[10]

### 舞台劇
- 1997年：《雪狼湖》（執行導演）、《新不了情》（亞洲電視舞台劇）
- 1998年：《談情說愛》
- 2000年：《遇上一九四一的女孩》
- 2002年：《次貨》、《十二月部屋》、而《柯廸夫》、《我不快樂》、《Last Smile, First Tear》、《一期一會》、《馴情記》、《你今日拯救咗地球未呀？》及《梁祝下世傳奇》（皆與黃智龍合導）
- 2004年：《家庭作孽》（與香港話劇團藝術總監毛俊輝合導）
- 2005年：《梁祝下世傳奇》
- 2006年：《愈笨愈開心》（兼任編劇）、《黐孖戲班》
- 2007年：《回歸！神蹟！》、《一期一會》（及重演）、「中學生普及藝術教育計劃」－體驗計劃．多元感受（澳門演出）、《三三不盡》
- 2008年：《黐孖戲班》、《家庭保衛隊》（編導）、《Last Smile, First Tear》
- 2009年：《美麗連繫》
- 2010年：《八仙過海》、《彼岸》、《豆泥戰爭》、中學生普及藝術教育計劃－「體驗戲劇．多元感受」、《2029追殺1989》、《柯廸夫》
- 2011年：《脫皮爸爸》、《吉房》、《豆泥戰爭》及讀戲劇場——《卡布其諾的鹹味》
- 2012年：《我和秋天有個約會》、《玩謝潘燦良——光媒體的詩》（編導）
- 2013年：《都是龍袍惹的禍》、讀戲劇場——《土管》、讀戲劇場——《都是龍袍惹的禍》
- 2014年：《貓城夏秋冬》、《都是龍袍惹的禍》及重演、《人間煙火》、《脫皮爸爸》日本首演及重演
- 2015年：《都是龍袍惹的禍》、《金蘭姐妹》
- 2016年：《元宵》、《親愛的胡雪巖》（執導之第一百部舞台劇）
- 2017年：《魔零》
- 2018年：《等死研究所》、《親愛的胡雪巖》再生版
- 2019年：《記憶之書》、《德齡與慈禧》、《穿Kenzo的女人》未能演出
- 2020年：《大刀王五》疫情關係未能演出
- 2021年：《大刀王五》重生版
- 2021年：《穿Kenzo的女人》中英劇團版
- 2022年：《求證》
- 2022年：《天下第一樓》
- 2023年：《天色》
- 2024年：《西遊》上海話劇藝術中心
- 2024年：《三四郎》香港演藝學院，與黃俊達合導
- 2024年：《天色》深圳巡演版
- 2024年：《天下第一樓》重新打造版並跨年巡演
- 2025年：《蘇東坡》延期演出

### 錄像作品
- 2003年：《馴情記》
- 2004年：《喜尾注》、《旋轉270°》、《攣到爆》
- 2006年：《EMPTY》
- 2008年：《玻璃動物園》、《白雪先生灰先生》、《Last Smile, First Tear》
- 2009年：《戀愛總是平靜地意外身亡》首演
- 2010年：《柯廸夫》（光媒體設計）
- 2011年：《臨池舞墨》廣東實驗舞團（光媒體設計）
- 2021年：《學會呼吸》7A班戲劇組

### 監製作品
- 2015年：《鄭和的後代》、《青鳥》

## 外部連結
- 司徒慧焯在香港影庫上的簡介
- 司徒慧焯的新浪微博
- 豆瓣上司徒慧焯信息（页面存档备份，存于）